# Александровский (Нивнянское сельское поселение)
Александровский — поселок в Суражском районе Брянской области в составе Нивнянского сельского поселения.

## География
Находится в северо-западной части Брянской области на расстоянии приблизительно 12 км на восток-северо-восток по прямой от районного центра города Сураж.

## История
Упоминается с середины XVIII века как хутор в составе Мглинской сотни. В XIX веке действовал свеклосахарный завод. 
В 1859 году здесь (хутор Суражского уезда Черниговской губернии) учтен был 1 двор, в 1892—4.
В середине XX века работал колхоз им. Калинина. 

## Население
16 человек (1859), 34 человек (1892), 140 человек (1926), 29 человек (2002), 8 человек (2010), 8 человек (2013).
Будет упразднен как фактически не существующий в связи с переселением всех жителей на постоянное место жительства в другие населённые пункты.